# Caugé
Caugé település Franciaországban, Eure megyében. Lakosainak száma 817 fő (2022. január 1.). Caugé La Bonneville-sur-Iton, Claville, Ferrières-Haut-Clocher, Gauville-la-Campagne, Parville és Saint-Sébastien-de-Morsent községekkel határos.

## Népesség
A település népességének változása:
| Lakosok száma | 243  | 609  | 749  | 825  | 817  | 841  | 866  | 860  | 846  | 817  |
|               | 1968 | 1982 | 1990 | 2006 | 2013 | 2015 | 2017 | 2019 | 2020 | 2022 |